# Hematologija
Hematologija je znanost koja se bavi proučavanjem krvi. 
Ona se bavi proučavanjem staničnog dijela krvi, od nastanka u krvotvornim organima, preko funkcija i života u cirkulaciji i tkivima do propadanja ili utroška stanica tijekom obavljanja funkcija i organizmu. Ime ove znanosti ima korijen u grčkom jeziku (haima = krv, logos = riječ). Početni interes ove znanosti bila je samo krv i može se reći da je tadašnja hematologija bila najbliža onome što danas zovemo laboratorijska hematologija. Upoznavanjem i proučavanjem stanica krvi, razvojem tehnike, dijagnostike te razvitkom medicinskih znanosti hematologija je tijekom povijesti obuhvaćala rad u klinici i rad u laboratoriju. Danas je to vrlo složena znanost koja obuhvaća kliniku u sklopu medicine unutrašnjih bolesti, transfuziologiju, hematološki laboratorij, citološki laboratorij, biokemijski laboratorij, bioinženjering ali i još mnogo drugih timova stručnjaka koji svojim istraživanjima i radovima doprinose poznavanju i prepoznavanju funkcija stanica krvi.